# Równanie Leva
Równanie Leva – równanie opisujące opory przepływu przez warstwy porowate. Jest to rozwinięcie równania Darcy’ego-Weisbacha.

## Postać równania
{\displaystyle \Delta p=\lambda {\frac {L}{d_{e}}}{\frac {u^{2}\rho }{2}}\left({\frac {(1-\varepsilon )^{3-n}}{\varepsilon ^{3}}}\varphi ^{3-n}\right)}
{\displaystyle \lambda } – współczynnik oporu – {\displaystyle f(\mathrm {Re} )}
{\displaystyle L} – wysokość warstwy wypełnienia
{\displaystyle d_{e}} – średnica zastępcza ziarna
{\displaystyle u} – prędkość pozorna płynu (liczona na pusty aparat)
{\displaystyle \rho } – gęstość płynu
{\displaystyle \varepsilon } – porowatość warstwy wypełnienia
{\displaystyle \varphi } – czynnik kształtu
{\displaystyle n} – wykładnik równania Leva – {\displaystyle 1\leqslant f(\mathrm {Re} )<2}

## Liczba Reynoldsa
Liczba Reynoldsa dana jest wzorem:
{\displaystyle \mathrm {Re} ={\frac {ud_{e}\rho }{\eta }}}
{\displaystyle d_{e}} – średnica zastępcza ziarna
{\displaystyle u} – prędkość pozorna płynu (liczona na pusty aparat)
{\displaystyle \rho } – gęstość płynu
{\displaystyle \eta } – lepkość dynamiczna płynu

## Wykładnik równania
W zależności od Re wykładnik równania wynosi:
| {\displaystyle {\rm {Re}}} | 10   | 20   | 40   | 80   | 100  | 200  | 400  | 1000 | 2000 | 4000 | 10000 |
| {\displaystyle n}          | 1,00 | 1,15 | 1,30 | 1,45 | 1,55 | 1,70 | 1,80 | 1,85 | 1,90 | 1,93 | 1,96  |

## Współczynnik oporu
Dla {\displaystyle \mathrm {Re} <10{:}}
{\displaystyle \lambda ={\frac {400}{\mathrm {Re} }}}
Dla {\displaystyle \mathrm {Re} >100{:}}
{\displaystyle \lambda =b\cdot \mathrm {Re} ^{n-2}}
Czynnik {\displaystyle b} wynosi dla powierzchni:
- gładkich {\displaystyle b=7}
- średnioszorstkich {\displaystyle b=10.5}
- szorstkich {\displaystyle b=16}